# Keep on Truckin’
Keep on Truckin’ ist das dritte Album  der  deutschen Country-Band Truck Stop und wurde 1975 über Telefunken veröffentlicht.

## Hintergrund
Das Album wurde 1975 im Studio Maschen (Landkreis Harburg) von Joe Menke (unter anderem Les Humphries Singers) produziert. Toningenieur war Volker Heintzen. Es ist das erste Album auf dem Michael Reinecke als festes Bandmitglied geführt wurde, womit die Band auf sieben Mitglieder anwuchs. Er spielte die Fiddle, Gitarre und Klavier auf dem Album.
Wie der Vorgänger besteht das Album ausschließlich aus englischsprachigen Songs, diesmal aber zur Hälfte aus Eigenkompositionen und zur anderen Hälfte aus Coverversionen, darunter gleich zwei Lieder von Fats Domino.
Das Album wurde bereits 1976 nachgepresst.

## Titelliste
| #  | Titel                    | Songwriter (Vorlage)                                  | Länge |
| -- | ------------------------ | ----------------------------------------------------- | ----- |
| 1  | Yakety Yak               | Leiber-Stoller (The Coasters)                         | 2:15  |
| 2  | Jackson                  | Wheeler/Jerry Leiber (Johnny Cash & June Carter Cash) | 2:57  |
| 3  | Are You Missin’ Me       | Doll                                                  | 2:23  |
| 4  | Liberty                  | Bach                                                  | 4:04  |
| 5  | Rosalie (I Can’t Go On)  | Bartholomew/Domino (Fats Domino)                      | 2:38  |
| 6  | I’m a Nut                | Pullins (Leroy Pullins)                               | 2:38  |
| 7  | Let The Four Winds Blow  | Bartholomew/Domino (Fats Domino)                      | 2:39  |
| 8  | Jambalaya (On the Bayou) | Williams (Hank Williams)                              | 2:57  |
| 9  | Mary                     | Reinecke/Bach                                         | 2:57  |
| 10 | General Custer           | Doll                                                  | 2:31  |
| 11 | Billy Smart              | Berndt                                                | 2:49  |
| 12 | Daddy                    | Reichling                                             | 2:39  |